# Ричтон (Міссісіпі)
Ричтон (англ. Richton) — місто (англ. town) в США, в окрузі Перрі штату Міссісіпі. Населення — 920 осіб (2020).

## Географія
Ричтон розташований за координатами 31°20′58″ пн. ш. 88°56′27″ зх. д. / 31.34944° пн. ш. 88.94083° зх. д. (31.349480, -88.940739).  За даними Бюро перепису населення США в 2010 році місто мало площу 5,94 км², уся площа — суходіл.

## Демографія
Згідно з переписом 2010 року, у місті мешкало 1068 осіб у 393 домогосподарствах у складі 256 родин. Густота населення становила 180 осіб/км².  Було 463 помешкання (78/км²).
Расовий склад населення:
| - 67,0 % — білих - 31,0 % — чорних або афроамериканців - 0,2 % — корінних американців - 0,1 % — азіатів |

До двох чи більше рас належало 1,2 %. Частка іспаномовних становила 1,0 % від усіх жителів.
За віковим діапазоном населення розподілялося таким чином: 23,2 % — особи молодші 18 років, 54,9 % — особи у віці 18—64 років, 21,9 % — особи у віці 65 років та старші. Медіана віку мешканця становила 42,1 року. На 100 осіб жіночої статі у місті припадало 73,7 чоловіків;  на 100 жінок у віці від 18 років та старших — 68,7 чоловіків також старших 18 років.
Середній дохід на одне домашнє господарство  становив 41 114 долари США (медіана — 28 864), а середній дохід на одну сім'ю — 54 671 долар (медіана — 33 125). За межею бідності перебувало 28,8 % осіб, у тому числі 28,5 % дітей у віці до 18 років та 19,3 % осіб у віці 65 років та старших.
Цивільне працевлаштоване населення становило 320 осіб. Основні галузі зайнятості: освіта, охорона здоров'я та соціальна допомога — 33,4 %, роздрібна торгівля — 10,9 %, мистецтво, розваги та відпочинок — 10,6 %.